# ベンガル語国語化運動
ベンガル語国語化運動（ベンガルごこくごかうんどう、ウルドゥー語: بنگالی زبان کی تحریک、ベンガル語: ভাষা আন্দোলন Bhasha Andolôn "言語運動"）は、かつての東ベンガル（1956年に東パキスタン、1971年にバングラデシュに改名）における政治運動であった。ベンガル語運動とも呼ばれる。政府業務における使用、教育言語としての使用の継続、メディア、通貨、切手における使用を可能にし、ベンガル文字での筆記を維持するため、当時のパキスタン自治領の公用語としてのベンガル語の承認を唱道した。
パキスタン自治領が1947年のインド分割によって作られた時、自治領は様々な民族的、言語的集団から構成されており、主にベンガル人が居住する東ベンガル州は地理的に分離していた。1948年、パキスタン総督はウルドゥー語を唯一の国語として規定し、これは東ベンガルの多数派であったベンガル語話者の間での広範な抗議運動に火を付けた。宗派間の緊張の高まりと新法に対する一般民衆の不満に直面し、政府は公開の集会と抗議集会を法的に禁止した。ダッカ大学の学生とその他の政治活動家はこの法律を無視し、1952年2月21日に抗議集会を組織した。この日に警察が学生のデモ参加者を殺害したことで運動は頂点に達した。この死は幅広い市民の動揺を引き起こした。数年間の紛争の後、1956年に中央政府は折れ、ベンガル語に公的地位を与えた。
ベンガル語運動は東ベンガルと後の東パキスタンにおけるベンガル民族の同一性の主張を触媒し、六点運動やそれに続くバングラデシュ解放戦争、1987年ベンガル語推進法などのベンガル民族主義運動の前触れとなった。バングラデシュでは、2月21日（Ekushey February）は言語運動の日として国民の祝日である。ショヒド・ミナール記念碑は運動とその犠牲者を追悼してダッカ医科大学の近くに建設された。1999年、UNESCOはベンガル語運動と世界中の人々の民族・言語的な権利の証として2月21日を国際母語デーと宣言した。

## 背景
現在のパキスタンとバングラデシュ国家はイギリス植民地時代は分割されていないインドの一部であった。19世紀中頃から、クワジャ・サリムラー、サイイド・アフマド・ハーン、ナワブ・ヴィカル＝ウル＝ムルク、アブドゥル・ハクといった政治的、宗教的指導者らによってインドにおけるイスラームのリングワ・フランカとしてウルドゥー語が振興されていた。ウルドゥー語はインド・イラン語派のインド語群であり、ヒンディー語と近縁関係にあり、インド・ヨーロッパ語族に属する。ウルドゥー語は、デリー・スルターン朝とムガール帝国の時代の南アジアにおいてアパブランシャ（中世のインド・アーリア語であるパーリ–プラークリットの最後の言語学的段階）に対するペルシア語、アラビア語、およびチュルク語の影響の下で発展した。
ペルシア–アラビア文字を使うウルドゥー語は、インドのムスリム達にとってイスラム文化の不可欠な要素であると考えられていた。ヒンディー語とデーヴァナーガリー文字はヒンドゥー文化の基盤と見られた。
インド北部のムスリムの間ではウルドゥー語の使用が一般的となっていったが、ベンガル地方（イギリス領インド亜大陸の東部にある地方）のムスリムは主にベンガル語を使用した。ベンガル語は西暦1000年頃に東部中期インド・アーリア語から生じた東部インド・アーリア語であり、ベンガル・ルネサンス期に大きく発展した。早ければ19世紀末には、ムスリム・フェミニストのロキヤ・サカワット・ホセインといった社会活動家らは人々と心を通わせ、現代的な初期言語としてベンガル語を発展させるためにベンガル語で執筆することを選択していた。ベンガル語の支持者らはインド分割以前でさえもウルドゥー語に反対した。インド分割の際、1937年のムスリム連盟ラクナウ・セッションにおいてベンガルからの代表者らはウルドゥー語をムスリム・インドのリングワ・フランカとする提案を拒否した。ムスリム連盟は、英領インドから分離したムスリム国家としてのパキスタンの建国を支える原動力となった英領インドの政党であった。
| 言語             | 東パキスタン | 西パキスタン | 全国 |
| ---------------- | ------------ | ------------ | ---- |
| ウルドゥー語     | 1.1          | 14.7         | 7.2  |
| ベンガル語       | 98.0         | –            | 54.6 |
| パンジャービー語 | –            | 63.7         | 28.4 |
| パシュトー語     | –            | 15.9         | 7.1  |
| スィンディー語   | –            | 12.9         | 5.8  |
| バローチー語     | –            | 3.2          | 1.4  |
| 英語             | 1.3          | 2.5          | 1.8  |

## 運動の初期段階

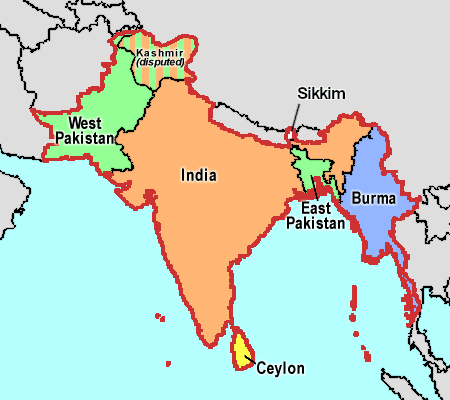
インド亜大陸のイギリス領土は1947年と1948年に独立が認められ、4つの新たな独立国家（ドミニオン）、インド連邦、ビルマ連合（現在のミャンマー）、セイロン（現在のスリランカ）、およびパキスタン（東ベンガルを含む、1956年から東パキスタン、1971年–現在はバングラデシュ）となった。

1947年のインド分割後、東ベンガル（パキスタン自治領の離れた東側部分）のベンガル語話者は新たに作られたパキスタン自治領の6千9百万人の4千4百万人を占めていた。しかしながら、パキスタン自治領政府、官公庁、および軍はパキスタン自治領の西翼出身の職員が支配的であった。1947年11月、カラチでの全国教育サミットの重要な決議では、唯一の国家言語としてウルドゥー語と英語が主張された。ただちに反対と抗議が起こった。ダッカの学生は、ベンガル人イスラム文化組織タマドゥン・マジュリシュの長アブル・カシェムの統率の下で大決起集会を行った。この集会は、パキスタン自治領の公用語として、そして東ベンガルにおける教育言語としてベンガル語を要求した。しかしながら、パキスタン公務委員会は認可対象の一覧、そして紙幣や切手からベンガル語を取り除いた。中央教育大臣Fazlur Rahmanはウルドゥー語をパキスタン自治領の唯一の国語とするために入念な準備を行った。大衆の怒りが広がり、多くのベンガル人学生がベンガル語を公用語とするよう正式に要求するため、1947年12月8日にダッカ大学のキャンパスで集会を開いた。彼らの大義を推進するため、ベンガル人学生らはダッカでの行進と大決起集会を組織した。
優れたベンガル人の学者らは、なぜウルドゥー語を唯一の国語にしてはいけないかを論じた。作家のアブル・マンスル・アフメドは、もしウルドゥー語が国語となるならば、東ベンガルの教育を受けた層は政府関連の職について「読み書きができず」、「不適格」とされてしまうだろう、と述べた。初のラストラバサ・サングラム・パリシャド（"国語運動委員会"; 国語としてベンガル語を支持する組織）が1947年12月の終わりに向けて結成された。タマドゥン・マジュリシュの教授ヌルル・フク・ブイヤンが委員会を招集した。その後、国会議員のシャムスル・フクが国語としてベンガル語を強く求めるための新たな委員会を招集した。議員のディレンドラナス・ダッタはパキスタンの憲法制定議会に議員がベンガル語を話すことと公的な目的でのベンガル語の使用を許可することを可能にするための立法を提案した。ダッタの提案は東ベンガルの立法府議員Prem Hari Burman、ブペンドラ・クマル・ダッタ、Sris Chandra Chattaopadhyayaや、ベンガル地方の人々から支持された。首相リヤーカト・アリー・ハーンとムスリム連盟はパキスタン国民を分裂させるための企てであるとして提案を非難し、法律制定は挫折した。

### 1948年の運動

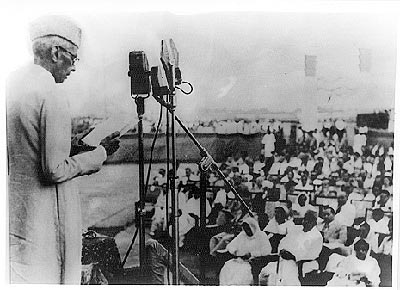
1948年3月21日、ムハンマド・アリー・ジンナーは公開集会で「パキスタンの国語はウルドゥー語となり、他の言語はならない。」と述べた。

ダッカ大学とダッカの他大学の学生は、硬貨、切手、海軍の新兵募集検査などの公的使用からのベンガル語の脱落に抗議するため、1948年3月11日にゼネラル・ストライキを組織した。この運動は、ベンガル語をパキスタン自治領の公用語と宣言する要求をあらためて表明した。シャムスル・フク、シャウカット・アリ、M・シラジュル・イスラム、カジ・ゴラム・マハブーブ、オリ・アハド、アブドゥル・ワヘドといった政治指導者らがこの大規模集会中に逮捕された。集会の指導者モハンマド・トアハは警官からライフルを奪おうとした後に入院させられた。アブドゥル・マチンやアブドゥル・マレク・ウキルなどの学生指導者らがこの行進に参加した。
3月11日の午後、警察の蛮行と逮捕に抗議するために集会が開かれた。州首相ハージャー・ナジームッディーンの家に向かって行進していた学生の集団はダッカ高裁の前で止められた。集会は目的地を変更し、事務局の建物の方向へ移動した。警察が行進を攻撃し、複数の学生とA・K・ファズルル・フクを含む指導者らが負傷した。その後4日間にわたってストライキが続けられた。このような状況下、州首相ナジームッディーンは、ベンガル語を国語化するという要求には応じることなく、学生指導者らといくつかの条件に同意して協定に署名した。
市政の混乱の高まりの中、パキスタン総督ムハンマド・アリー・ジンナーが1948年3月19日にダッカに到着した。3月21日、レースコースグラウンドでの市民による歓迎会で、ジンナーは、この言語問題はパキスタンのムスリムを分断するための「第五列」による陰謀であると主張した。ジンナーはさらに、「ウルドゥー語が、ウルドゥー語だけが」ムスリム国家の精神を具体化し、国語としての地位にとどまるだろう、と宣言した。また、自身の見解に異論があるものを「パキスタンの敵」とのレッテルを貼った。ジンナーは3月24日にダッカ大学のカーゾン・ホールでも同様の演説を行った。どちらの集会でも、ジンナーは大部分の聴衆によって言葉を遮られた。ジンナーはその後、国語活動委員会の会合を招集し、ハージャー・ナジームッディーンが学生指導者らと交わした協定を却下した。4月28日にダッカを離れる前、ジンナーはラジオで演説し、自身の「ウルドゥー語のみ」政策を再びより強く主張した。
その後間も無く、言語問題についての報告書をまとめるためにマウラナ・アクラム・カーンが議長を務める東ベンガル言語委員会が東ベンガル政府によって設立された。委員会は1950年12月6日に報告書を書き上げた。

## 1952年の出来事

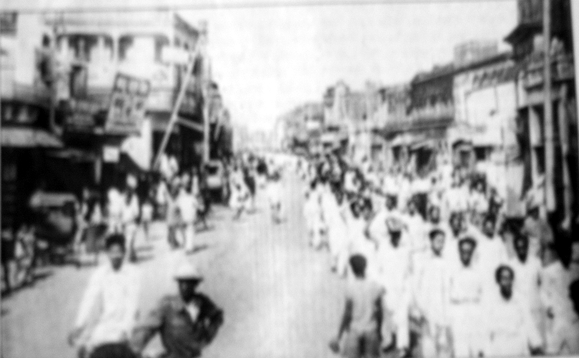
1952年2月4日にダッカのナワブプール通りで行われた行列行進。

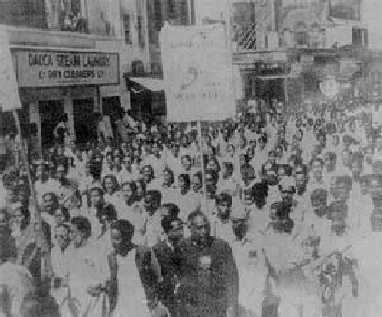
1952年2月21日にダッカで行われた行列行進。

ジンナーの後継者、パキスタン総督ハージャー・ナジームッディーンが1952年1月27日の演説において「ウルドゥー語のみ」政策を断固として擁護したことで、ウルドゥー語・ベンガル語論争が再燃した。1月31日、マウラナ・バシャニが議長を務めたダッカ大学のBar Libraryホールでの会合においてショルボドリオ・ケンドリオ・ラシュトロバシャ・コルミ・ポリショド（超党派中央言語活動委員会）が設立された。ベンガル語をアラビア文字で書くという中央政府の提案はこの会合で強硬に反対された。委員会は2月21日にストライキや大規模集会を含む総力戦の抗議運動を呼び掛けた。デモを防ごうとして、政府はダッカに不法な集会を制限する刑事訴訟法第144条を発動し、これによっていかなる集会も禁止された。

### 2月21日
朝の9時、学生らは第144条を無視してダッカ大学構内で集会を始めた。大学の副総長とその他の職員らはキャンパスの周囲に武装警察を配置した。11時15分までに、学生らは大学の門に集まり、警察の包囲網を突破しようと試みた。警察は学生らを警告するために門に向かって催涙ガス弾を打ち込んだ。学生の一部はダッカ医科大学に駆け込み、残りは警察による封鎖を無視して大学に向かって集まった。副総長は警察に発砲をやめるよう頼み、学生らにキャンパスを離れるよう命じた。しかしながら、警察は第144条に違反したとして複数の学生を逮捕した。この逮捕に激怒した学生らは東ベンガル立法議会の周りに集まり、議員の進路を妨害して、議会で彼らの要求を提示するよう求めた。学生の集団が建物へなだれ込もうとした時、警察が発砲を開始し、アブドゥス・サラム、ラフィク・ウッディン・アフメド、アブル・バルカト、アブドゥル・ジャバールなど数多くの学生が殺された。殺害のニュースが広がると、都市中で騒動が爆発した。商店、オフィス、公共交通が閉じられ、ゼネラル・ストライキが始まった。議会では、マノランジャン・ダル、Boshontokumar Das、Shamsuddin Ahmed、ディレンドラナス・ダッタを含む6人の議員が、州首相ヌルル・アミンが負傷した生徒を病院に見舞うこと、議会を追悼の印として一時休止することを要求した。この動議はアブドゥル・ラシド・タルカバギシュ、Shorfuddin Ahmed、Shamsuddin Ahmed Khondokar、Mosihuddin Ahmedなど一部のフロントベンチャー（政党幹部）によって支持された。しかしながら、ヌルル・アミンは要求を拒否した。

### 2月22日
騒動は州中に広がった。第144条を無視して大規模な行進が行われ、警察の行為を非難した。3万人を超える人々がダッカのカーゾン・ホールに集合した。継続した抗議活動の中、治安維持活動によってさらに4人が死亡した。これによって、大学、銀行、ラジオ局を含む様々な組織の職員がオフィスをボイコットして、行進に加わった。デモ参加者らは親政府系の2つの有力通信社、Jubilee PressとMorning Newsのオフィスを燃やした。警察は大規模な「jananza」（朝の行進）がナワブプール通りを通過する際に発砲した。この発砲により活動家のシャフィウル・ラフマンやOhiullahという名の9歳の少年を含む複数名が死亡した。

### 続く混乱

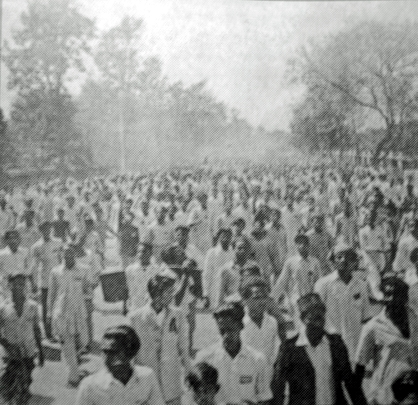
ジャナジャ後の2月22日の行進。ダッカ医科大学。

2月23日の一晩中、ダッカ医科大学の学生はShaheed Smritistombho（殉難者の碑）の建造に取り組んだ。2月24日の夜明けに完成したこの記念碑には「Shaheed Smritistombho」と書かれた手書きの紙が貼り付けられた。虐殺で殺されたソフィウル・ラフマンの父親により落成式が行われたが、2月26日に警察隊により取り壊されてしまった。2月25日、ナラヤンガンジの工場労働者がゼネラル・ストライキを行った。抗議活動は2月29日にも行われ、参加者は警察によって厳しく打ちのめされた。
政府はニュースを検閲し、抗議活動中の正確な犠牲者の数の公表を控えた。ほとんどの親政府系メディアは混乱と学生騒乱をけしかけたとしてヒンドゥー教徒と共産主義者に責任を負わせた。アブル・バルカトとラフィク・ウディン・アフメドの家族は警察を殺人で告訴しようとしたが、告訴は警察によって棄却された。4月8日、事件についての政府の報告書は学生への警察に発砲を正当とする何の理由も示すことができなかった。

### 西パキスタンにおける反応
ベンガル語運動は東ベンガルと後の東パキスタンの多くのベンガル人の民族主義の基盤を築いたと見なされているものの、東西パキスタンの権力者間の文化的敵意も高めた。パキスタン自治領の西翼では、この運動はパキスタンの国益に対する部分的な反乱と見られた。「ウルドゥー語のみ」政策の拒絶はムスリムのペルシア–アラビア文化とパキスタンの建国イデオロギーである二民族論の違反と見られた。パキスタン西翼の最も権力のある政治家の一部はウルドゥー語をインド・イスラム文化の産物と見なしていたが、ベンガル語は「ヒンドゥー化された」ベンガル文化の一部と見ていた。ほとんどは、パキスタン固有のものではない単一の言語のみが国語としての役割を果たすべきである、と信じていたため、「ウルドゥー語のみ」政策を支持した。この種の考え方は、複数の言語グループが存在していた西翼内でのかなりの反発も引き起こした。ようやく1967年に、軍事独裁者アユーブ・ハーンは「東ベンガルは、今でも相当なヒンドゥーの文化と影響の下にある」と述べた。

## 1952年の後の出来事

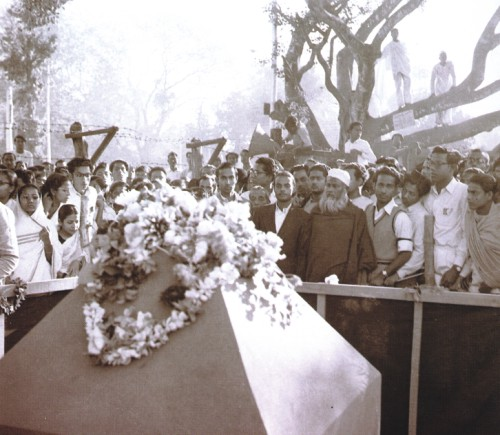
アブル・バルカトの家族によってダッカに建設されたショヒド・ミナールの定礎式。

ショルボドリオ・ケンドリオ・ラシュトロバシャ・コルミ・ポリショド（超党派中央言語活動委員会）は、アワミ・ムスリム連盟の支援を受けて、2月21日を「Shohid Dibosh」（殉難者の日）として追悼することを決定した。抗議活動の一周年の日、東ベンガル中の人々が犠牲者と連帯感を持って黒い記章を身に付けた。ほとんどのオフィス、銀行、教育機関はこの行事のために閉じられた。学生のグループは、法と秩序を守ることを大学および警察当局と合意した。1万人を超える人々がダッカで開かれた公開の集会に集り、コミュニティーの指導者らがマウラナ・ブハシャニとその他の政治犯の即時解放を要求した。しかしながら、Fazlur Rahmanといった西パキスタンの政治家らは、ベンガル語が公用語となることを望む者はだれでも「国家の敵」と見なされるだろう、と宣言することで地域間の緊張をさらに悪化させた。ベンガル人の学生と市民は抗議活動の記念日を祝うことの制限に従わなかった。1954年2月21日の夜にデモが突然始まり、ダッカ大学の様々なホールでは追悼の黒い旗が掲げられた。

### 1954年の統一戦線
政治的緊張は、1954年に行われた東ベンガルの州議会選挙で顕在化した。与党ムスリム連盟は野党統一戦線連合を糾弾した。A・K・ファズルル・フクとアワミ連盟によって率いられた野党連合はより大きな州の自治権を望んでいた。複数の統一戦線の指導者と活動家が逮捕された。首相のムハンマド・アリー・ボーグラーが議長を務めたムスリム連盟議員の会合では、ベンガル語に公式の承認を与えることが決議された。この決定の受けて、地域言語の公認を求める他の民族集団で社会的混乱の大きな波が起こった。マウルヴィ・アブドゥル・ハクといったウルドゥー語の支持者らは、ベンガル語に公的地位を与えるいかなる提案をも非難した。ハクはムスリム連盟の決定に対して抗議するため10万人を超える大規模集会を率いた。その結果として、履行は失敗し、統一戦線が立法議会の議席の圧倒的多数を手にしたのに対して、ムスリム連盟は歴史的に低い議席数に転落した。
統一戦線内閣は、ベンガル語、ベンガル語文学、およびベンガル語の遺産の振興、発展、保存のためのバングラ・アカデミーの設立を命令した。しかしながら、総督グラーム・ムハンマドが州政府を無効にし、1954年5月30日に総督による統治を開始したため、統一戦線による統治は一時的なものに終わった。総督による統治体制が終わった後の1955年6月6日に統一戦線は再び内閣を組織した。しかし、アワミ連盟はこの内閣には参加しなかった。
統一戦線が権力の座に戻ったことを受けて、1956年2月21日の記念日は初めて平和的な雰囲気の中で祝われた。州政府は新しいショヒド・ミナールを建設するための大プロジェクトを支援した。憲法制定議会のセッションは警察の発砲による学生の虐殺に哀悼の意を表するために5分間中断した。大規模集会がベンガル人指導者らによって組織され、全ての官公庁と会社が閉ざされたままだった。

### 国語としての憲法上の地位
1954年5月7日、憲法制定議会は、ムスリム連盟の支援を受け、ベンガル語に公的地位を与えることを決議した。1956年2月29日に初のパキスタン憲法が制定された時に、第214条(1) においてベンガル語はウルドゥー語と共にパキスタンの公用語として承認された。
しかしながら、アユーブ・ハーンによって作られた軍事政府は、ウルドゥー語を再び単一の国語にしようとした。1959年1月6日、軍事政権は公式声明を発表し、1956年憲法の2つの国語の方針を支持する公式な姿勢を回復した。

### アッサム州
東ベンガル外では、インドのアッサム州でもベンガル語の平等な地位に対する運動が起こった。1961年5月19日、11人のベンガル人がアッサム州のシルチャル駅で、ベンガル語に対する国の承認を要求している際に、警察の発砲により殺害された。その後、アッサム州のベンガル人が多数派の3つの県においてベンガル語に他言語と共同での公的地位が与えられた。

### バングラデシュの独立

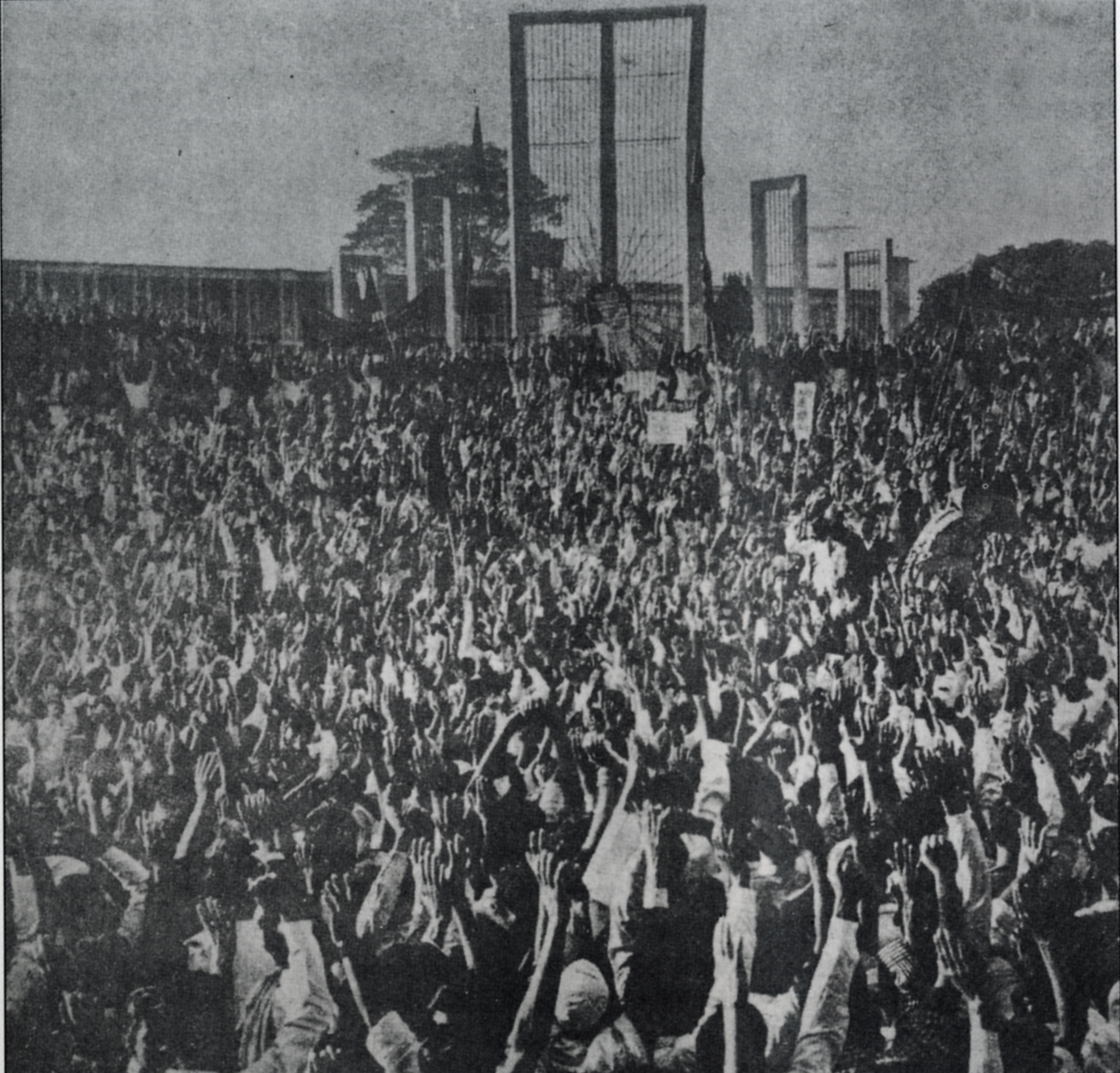
1963年に完成した2つ目のショヒド・ミナール（殉難者の碑）

1956年までに公用語の問題は片付いたものの、アユーブの軍事政権は東パキスタンを犠牲にして西パキスタンの利益を促進した。国の人口の多数派を形成しているにもかかわらず、公務員や軍人での東パキスタンの国民の数は少ないままであり、国の予算や他の政府の助けは西よりも少なかった。これは主に、芽生えたばかりの国家に代議政治が欠如していることが原因であった。主に地域間の経済的不均衡によって地域間の分断が広がり、ベンガル民族主義政党アワミ連盟への支持が拡大した。こういった状況から、大きな州自治のための六点運動が起きた。1つの要求は東パキスタンを「バングラデシュ」（ベンガルの土地/国）と呼ぶことであり、これが後にバングラデシュ解放戦争につながった。

## 遺産

### バングラデシュ

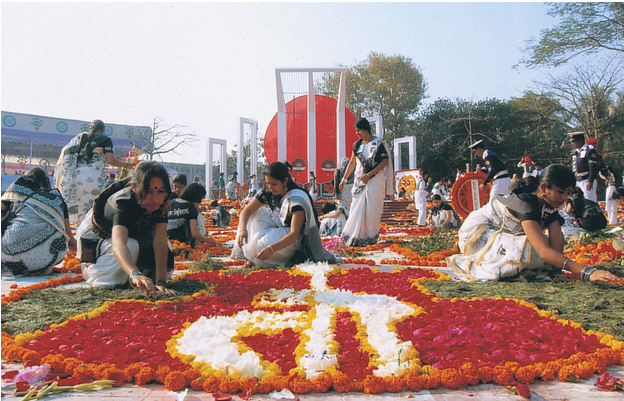
ダッカ医科大学の近くに位置するショヒド・ミナール（殉難者の碑）は、1952年2月21日の抗議運動中に命を落とした者たちを記念している。

ベンガル語国語化運動はベンガル人社会に大きな文化的影響を与えた。運動はベンガル語、文学、および文化の発展と称賛に刺激を与えてきた。言語運動の日あるいはShohid Dibosh（殉難者の日）として祝われる2月21日はバングラデシュの大きな国民の祝日である。エクシェイ・ブックフェア（エクシェイは21の意味で、2月21日を示している）と呼ばれる一か月にわたる催しが運動を記念して毎年開催される。バングラデシュで最高位の市民賞の1つであるエクシェイ・ペダクは運動の犠牲を追悼して毎年授与される。アブドゥル・ガファル・チョウドリーの「エクシェル・ガーン」（アルタフ・マフムド作曲）といった曲、演劇、芸術作品、詩などが運動時の人々の感情を奮起させるうえでかなりの役割を果たした。1952年2月の出来事の後、詩、歌、小説、演劇、映画、漫画、および絵画が様々な視点から運動を捕えるために製作された。特筆すべき芸術表現には、シャムシュル・ラーマンによる詩「Bornomala, Amar Dukhini Bornomala」と「February 1969」、ザヒル・ライハンによる映画『ジボン・テケ・ネヤ』、ムニエル・チョウドリーによる舞台演劇『Kobor』、ライハンによる小説『Ekushey February』、シャウカト・オスマンによる小説『Artonaad』がある。
最初の記念碑が警察によって破壊された2年後、新たな「ショヒド・ミナール」（殉難者の碑）が命を落とした抗議者らを追悼するために1954年に建設された。建築家ハミドゥル・ラフマンによって設計されたより大きな記念碑の製作は統一戦線内閣の支援を受けて1957年に始まり、ダッカ大学副総長マフムド・フサインと美術学部長ザイヌル・アベディンが議長を務める計画委員会によって承認された。ハミドゥル・ラフマンの模型はダッカ医科大学の寄宿寮の中庭にある大きな複合体からなる。設計は、記念碑の中央の高座に立っている母親と殉難した息子を象徴した半円柱が含まれる。1958年に戒厳令が課され製作は中断したものの、記念碑は完成し、1963年2月21日にアブル・バルカトの母、ハシナ・ベグムによって落成された。パキスタン軍は1971年のバングラデシュ解放戦争中に記念碑を撤去したが、バングラデシュ政府が1973年に再建した。バングラデシュ初の民放地上波テレビ局エクシェイ・テレビジョンは2月21日の事件に因んで名付けられた。

### インド
インドの西ベンガル州とトリプラ州も名もなき英雄達を追悼することによってこの日を祝う。そのうえ、インドと海外の全てのベンガル人がこの第一言語のためだけに犠牲になった命のためにこの日を祝う。
シルチャル駅には射殺された11人の学生の肖像画と記念碑がある。

### 世界中
バングラデシュは2月21日を国際母語デーと宣言するようUNESCOに正式に提案を送った。この提案は1999年11月17日に開催されたUNESCO第30回総会で全会一致で支持された。

## 画像集

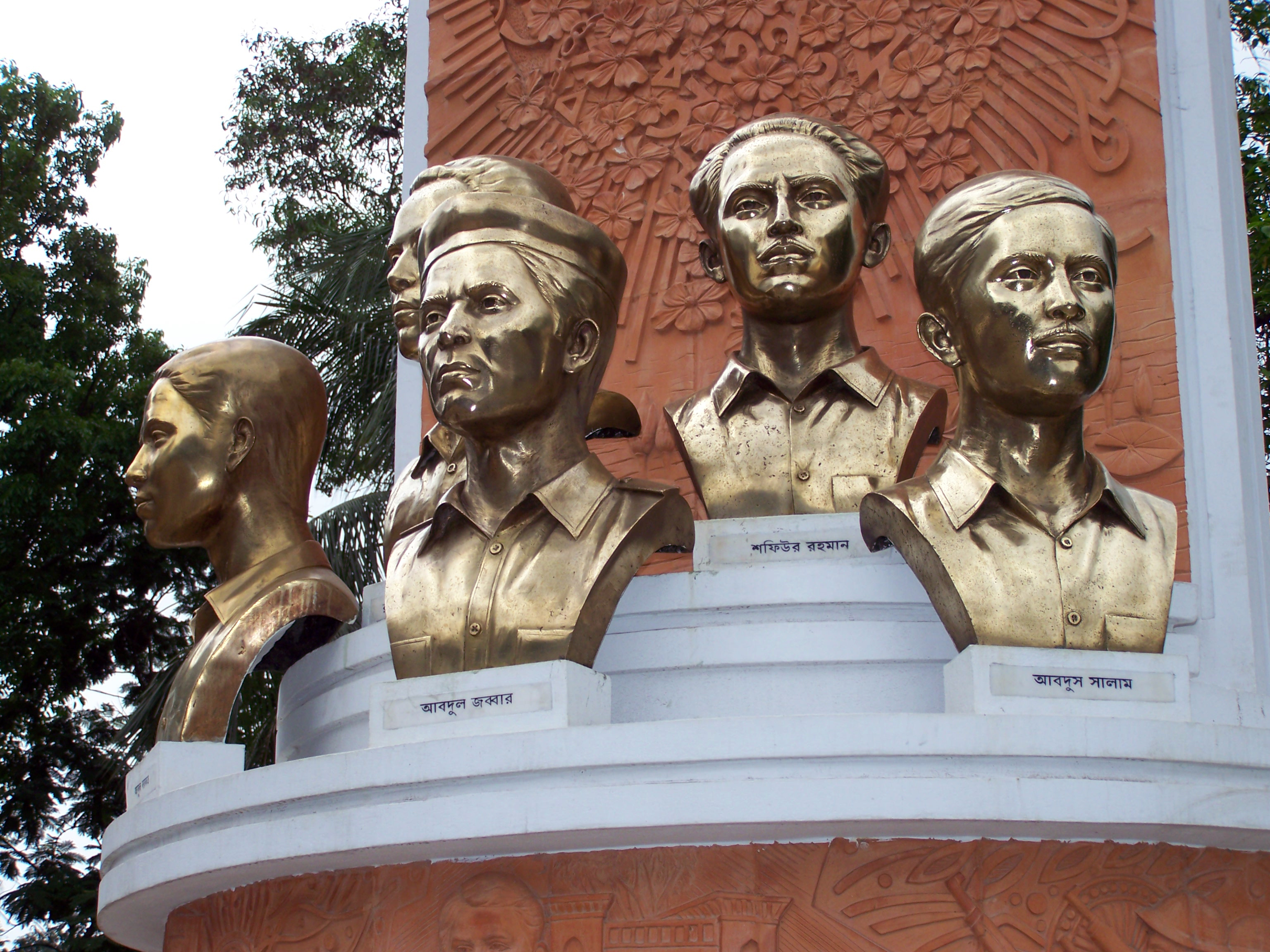
モデル・ゴロブ（英語版）。ダッカのバングラ・アカデミーにある追悼彫像。
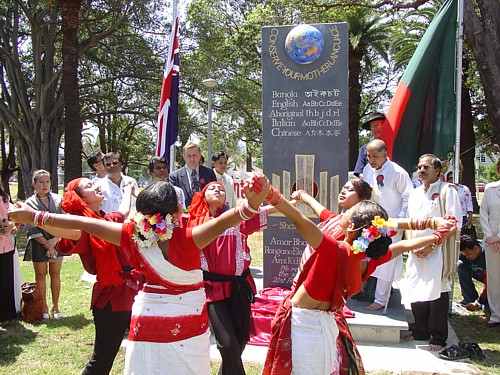
シドニーのアッシュフィールド公園にある国際母語デー記念碑
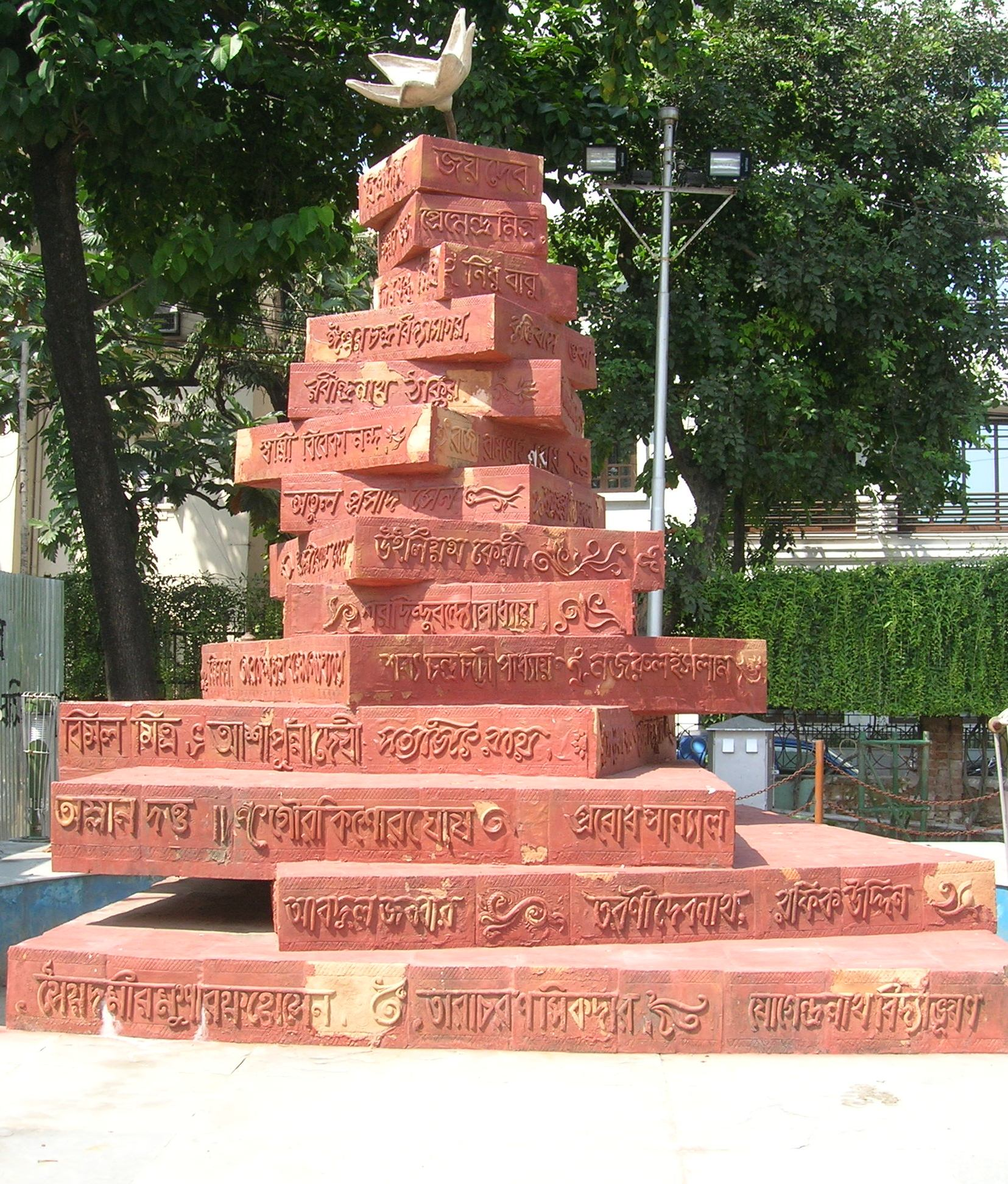
コルカタにあるバシャ・ムリティスタンバ（英語版）（言語記念碑）
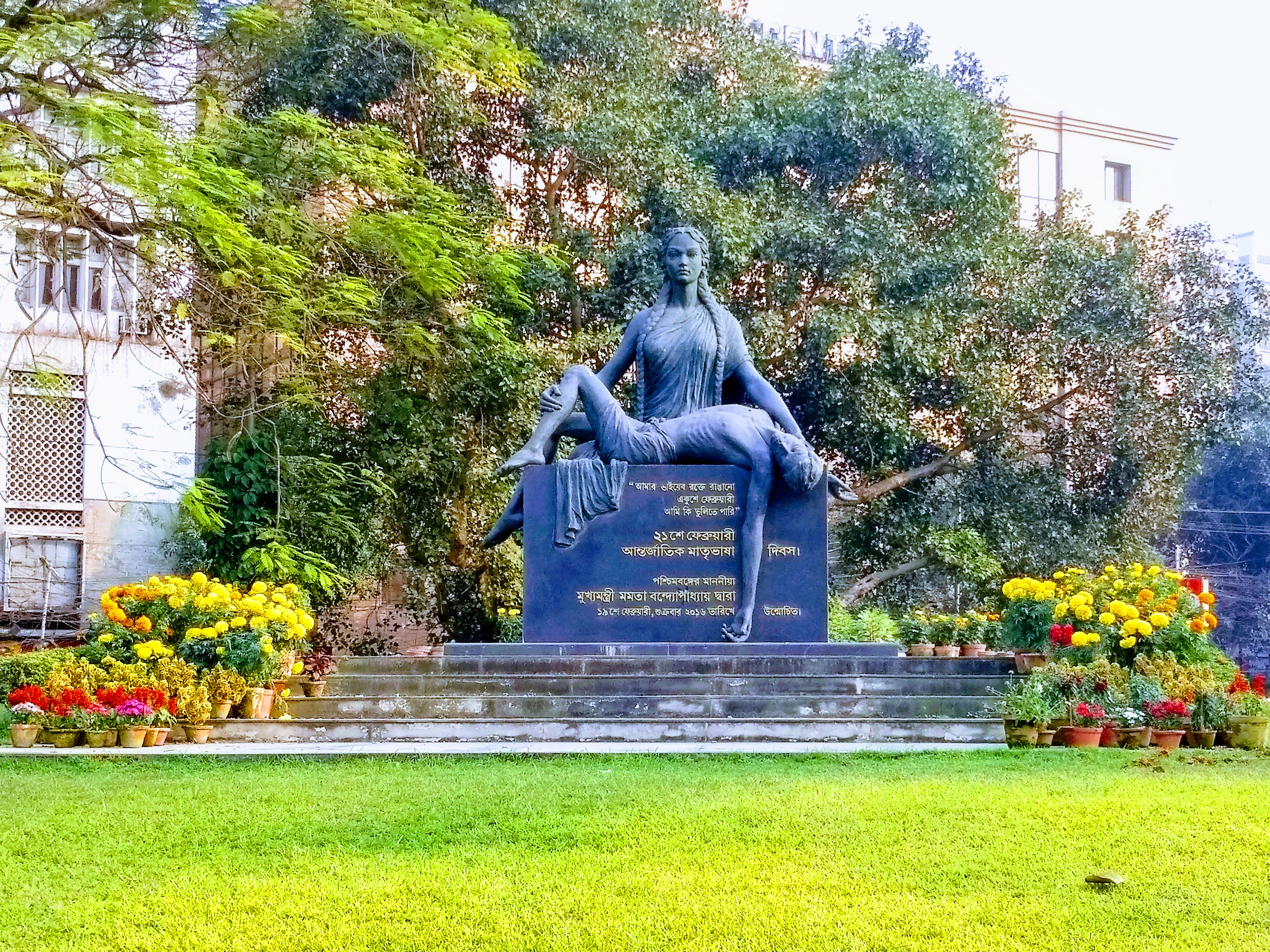
コルカタにある母語デー記念碑
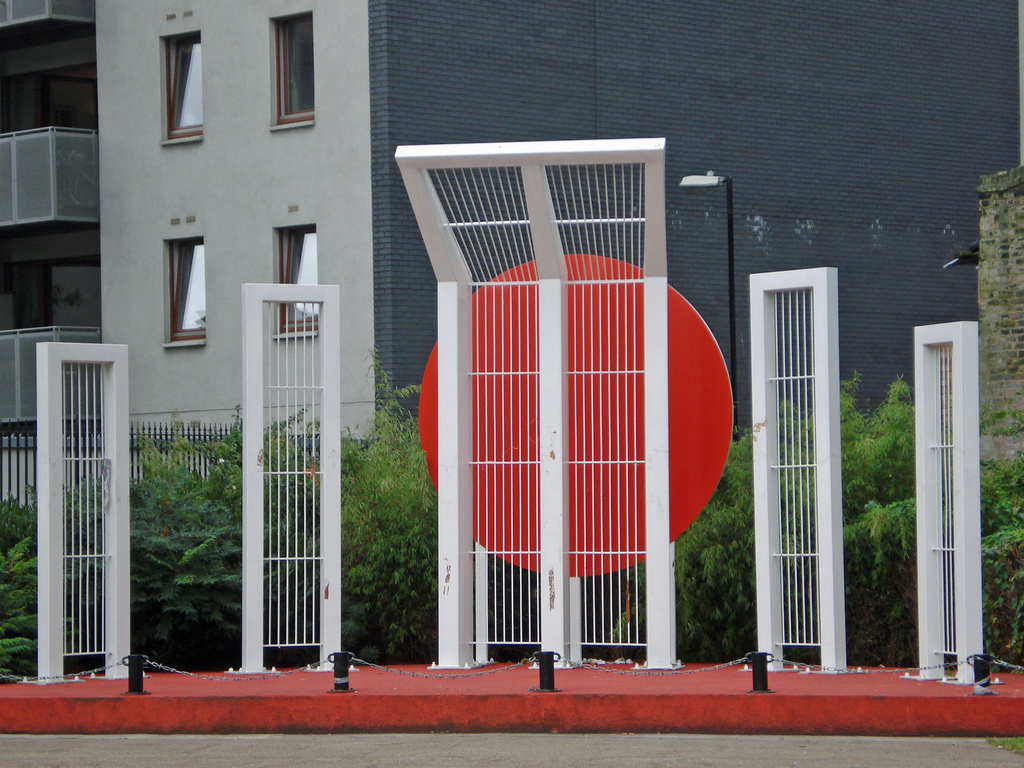
ロンドンのアルタブ・アリ・パーク（英語版）にあるショヒド・ミナールの複製

## 推薦文献
- Anwar S. Dil (2000). Bengali language movement to Bangladesh. Ferozsons. ISBN 978-969-0-01577-8
- Robert S. Stern (2000). Democracy and Dictatorship in South Asia: Dominant Classes and Political Outcomes in India, Pakistan, and Bangladesh. Praeger Publishers. ISBN 978-0-275-97041-3
- Syed Manzoorul Islam (1994). Essays on Ekushey: The Language Movement 1952. Bangla Academy. ISBN 984-07-2968-3